# Darude
Darude  (pravim imenom Ville Virtanen) je finski trance DJ i glazbeni producent.
Debitirao je 1999. udarnim singlom "Sandstorm" i albumom "Before the storm" koji je uslijedio.

## Glazbeni počeci
Virtanen je započeo svoju karijeru kao amaterski glazbenik, dok je još išao u srednju školu, stvaranje glazbe koristeći PC's tracker softver. Kao što je i njegov interes za proizvodnju glazbe brzo rastao, tako su i njegove ocjene odgovarajuće padale te je premješten na drugi odjel, ozbiljnije proizvodne tehnike. 
Na jednom razrednom tulumu, Virtanen je puštao pjesmu "Rude Boy" (("grubi dečko"-koju je napisao švedski umjetnik Leila K) četiri puta. Radi toga je zaradio nadimak "Rude Boy", koji je postupno preoblikovan u "Da Rude", koje je pak nadahnulo za nadimak  "Darude." 
Virtanen je nastavio proizvodnju glazbe za vrijeme školovanja u tehničkoj školi, povremeno puštajući demo-snimke na radio-postajama u početku 1997, nudeći i svoju glazbu za skidanje na MP3.com. 1999-te, on je dao jedan demo nazvan "Sandstorm" ("Pješčana oluja")  svomu producentu, JS16 (Jaakko Salovaara). Virtanen je potpisao ugovor za izdavačku kuću JS16's 16 Palac Records, i ubrzo nakon toga, "Pješčana oluja" je bila izdana kao singl. Postao je mega popularan početkom 2000!

## Rana karijera
"Sandstorm" je bio udarni hit u Finskoj, postižući vrhove top-ljestvica, dostižući platinaste naklade i držeći  # 1 mjesto na finskom "Dance Chart "za sedamnaest uzastopnih tjedana. Glas se brzo proširio te je slijedio globalni uspjeh. Nakon postizanja  # 3 single u Velikoj Britaniji (postaje prvi slog je finski umjetnik kojem je to uspjelo), "Sandstorm" na kraju prodao 2 milijuna primjeraka u svijetu, te je na svijetu najveća prodaja 12-inčnih snimki u 2000. 
Ubrzo nakon toga, Darude izdao svoj debi album, "Before the storm", prodaje 800000 primjeraka širom svijeta, penjući se finskim top-ljestvicama, i osvojivši tri finske Grammy nagrade. "Before the storm" je producirao JS16, te sudjelovao u dva njegova remixa. 
Darude je drugi single, "Feel The Beat", usko pratila uspjeh "Sandstorma", dostigavši  # 5 na "UK Singles chart". Naknadna izdanja, "Out of Control", i "Out of Control (Back for more)" (jedan remix od prethodnog, koji sadrži vokal Tammie Marie) nije postigao uspjeh Darude-ova prva singla.
Darude je započeo uspješnu   turneju "World Tour 2001", izdajući "Before the Storm: Australian Tour Edition " u procesu. 2002 vidjeh izdavanjem Prije Oluje: Special Edition, koji sadrži zbirku remixa od Darudeovih radova. Od izdavanja  "Rush", Darude je ostao na cesti, posebno u Sjedinjenim Američkim Državama i istočne Europe. 
Godine 2003. Darude je izdao drugi album Rush i singlove  "Music" i "Next to You". Sva tri izdanja bila su donekle uspješna; Rush se popeo na četvrto mjesto tjedne glazbene ljestvice prodaje albuma u Finskoj. Album  Next to You obično se upotrebljava u DJ miksevima.

## Diskografija

### Albumi
- 2000: Ignition
- 2001: Before the Storm
- 2002: Before the Storm Special Edition
- 2003: Rush
- 2007: Label This!
- 2015: Moments

### Singlovi
- 1999: "Sandstorm"
- 2000: "Feel the Beat"
- 2000: "Out of Control"
- 2001: "Out of Control (Back for More)"
- 2003: "Music"
- 2003: "Next to You"
- 2007: "Tell Me"
- 2007: "My Game"
- 2008: "In The Darkness"
- 2009: "Hard Trance"

### Službeni remiksi
- 2000: Rising Star - "Touch Me (Darude Remix)"
- 2000: Rising Star - "Touch Me (Darude's Sandstorm Mix)"
- 2000: Blank & Jones - "Beyond Time (Darude vs. JS16 Remix)"
- 2000: Boom! - "Boy Versus Girls (Darude vs. JS16 Remix)"
- 2000: Barcode Brothers - "Dooh Dooh (Darude vs. JS16 Remix)"
- 2000: JDS - "Nine Ways (Darude vs. JS16 Remix)"
- 2000: Waldo's People - "No-Man's-Land (Darude vs. JS16 Remix)"
- 2000: Waldo's People - "1000 Ways (Darude vs. JS16 Remix)"
- 2000: ATB - "The Fields of Love (Darude Remix)"
- 2000: Bleachin' - "Peakin' (Darude vs. JS16 Short Version)"
- 2000: Bleachin' - "Peakin' (Darude vs. JS16 Long Version)"
- 2001: Safri Duo - "Played A-Live (The Bongo Song)(Darude vs. JS16 Remix)"
- 2001: The Thrillseekers - "Synaesthesia (Darude vs. JS16 Remix)"
- 2002: DJ Aligator Project - "Lollipop (Darude vs. JS16 Remix)"

## Vanjske poveznice
- http://www.last.fm/music/Darude
- http://www.myspace.com/darude
- http://www.discogs.com/artist/Darude
- http://musicbrainz.org/artist/9ffad8aa-b671-4a9a-a527-a95bdaaa0ec4.html
- http://www.thedjlist.com/djs/DARUDE/  Arhivirana inačica izvorne stranice od 16. rujna 2008. (Wayback Machine)